# Kefalograviera
Kefalograviera (em grego: Κεφαλογραβιέρα) é um queijo da Grécia com textura dura e tradicionalmente produzido com leite de ovelha ou uma mistura de leites de ovelha e de cabra. De acordo com as normas da Denominação de origem protegida da União Europeia, o nome aplica-se apenas ao queijo produzido na Macedônia Ocidental, no Epiro e em unidades regionais da Etólia-Acarnânia e da Euritânia.  
O queijo tem um sabor salgado e com muito aroma. É frequentemente usado numa receita grega denominada Saganaki, assim como usado para gratinar, e para receitas com massas. De acordo com um livro de receitas: "em seu melhor, [kefalograviera] é tão bom quanto ou melhor que romano ou asiago maturado." É similar ao queijo kefalotyri e ocasionalmente vendido sob esse nome.
O queijo kefalograviera tem status de denominação de origem protegida (DOP).